# هالك الخالد (شخصية خيالية)
هالك الخالد (بالإنجليزية: the immortal hulk)‏، المعروف أيضًا بهالك الشيطاني، هو شخصية خيالية ظهرت في قصص مصورة أمريكية منشورة بواسطة مارفل كوميكس.

## تاريخ النشر
ظهر هالك الشيطان لأول مرة في "ذي انكريدابل هالك" (المجلد الثاني) العدد رقم 13 (أبريل 2000) وتم إنشاؤه بواسطة بول جينكنز ورون غارني وسال بوسيما. يعود هالك الشيطان بشكل هالك في سلسلة قصص مصورة تحمل عنوان "ذي ايمورتال هالك" وهي سلسلة من مارفل كوميكس تم إطلاقها مع العدد رقم 1 في 6 يونيو 2018. وأكد كاتب السلسلة، آل إيوينج، قائلاً "أردت أن أضف بعض التعقيد المطلوب جدًا لجانب بروس وهالك في هذه القصة، وأيضًا كشف المزيد عن الديناميكية بين بانر وهالك في جوهر الشخصية الخالدة للهالك". تم رسم سلسلة "ذي ايمورتال هالك" بواسطة جو بينيت، وتتميز بغلاف من قبل فنانين مثل أليكس روس وكاري أندروز وكلايتون كرين وسال بوسيما.

## تاريخ الشخصية الخيالية

### بوصفه هالك الشيطان
هالك الشيطان هو شخصية بديلة لـ بروس بانر، تجسد كل احتقار بروس للطريقة التي يتعامل بها العالم معه، وجميع مشاعره السلبية مثل الكراهية الذاتية. هالك الشيطان هو أيضًا أحد أعداء هالك، حيث يهدد باستمرار بالهروب من اعتقاله في ذهن بروس وتدمير العالم الذي أذلهما وأساء إليهما. على الرغم من أن المظهر الجسدي للشخصية يختلف، إلا أنه دائمًا يتم تصويره بعيون حمراء مضيئة وسمات زواحفية.
ظهر هالك الشيطان لأول مرة عندما استخدم بروس آلة أنجيلا ليبسكوم للسفر إلى عقله الخاص، الذي يتعرض للاستيلاء من قبل هالك الذي يعاني من الشعور بالذنب حيث يبدأ في الموت بسبب مرض لو غريغ. في كهف يحتوي على عدد لا يحصى من الشخصيات الأخرى المجمدة في الجليد، يجد بروس هالك الشيطان غير المجمد ولكنه مقيد بالسلاسل. بعد شرح طبيعة وجوده، يقول هالك الشيطان إنه سيطرد هالك الذي يعاني من الشعور بالذنب (حيث عدم قدرته على الشعور بالذنب يعطيه الميزة على الكيان) إذا قام بروس بتحريره من قيوده، ولكن بروس يرفض عرض هالك الشيطان للمساعدة، ويهرب مع الحفاظ على احتجاز هالك الشيطان وضمان سلامة المستقبل للعالم من خلال التوصل إلى اتفاق مع الشخصيات الثلاث الرئيسية للهالك (هالك الوحشي وهالك الرمادي وهالك الأستاذ) بأنهم سيشاركون في السيطرة على الجسم بمجرد أن يصبح مرض بانر خطيرًا جدًا مع الاحتفاظ ببعض الوعي والسيطرة على بانر. في وقت لاحق، تعرض عقل بروس للفوضى من خلال تجارب جون رايكر، مما يسمح للهالك الشيطان بالهروب من الكهف الذي يستهزئ منه بروس.
مع تفاقم حالة بروس، يقوم هالك الشيطان بتنفيذ خطة للتجسد في العالم الحقيقي من خلال احتجاز وعي بروس في عالم وهمي جنة. تتمكن الشخصيات الثلاثة الرئيسية للهالك من اختراق الخيال ويترك بروسه، رافضًا عرض هالك الشيطان لإصلاحه والسماح لبروس بالعيش بسلام داخله مقابل السيطرة على جسم بروس الجسدي.
آخر ظهور للهالك الشيطان كان عندما تم القضاء عليه من قبل هالك الوحشي وهالك الرمادي في عالم العقول، مهددًا بذلك كل شيء يحمله بروس عزيزًا وكل ما هو غالٍ، ويبدو أنه تم احتجازه بشكل دائم في أعماق عقل بانر بعد علاج مرضه. خلال قصة حرب الفوضى، يتم إطلاق برايان بانر من الجحيم ويصبح مزيجًا من هالك الذي يعاني من الشعور بالذنب وهالك الشيطان.

## تاريخ الشخصية الخيالية

### بصفته هالك الشيطان
هالك الشيطان هو شخصية بديلة لبروس بانر يجسد جميع احتقار بروس تجاه الطريقة التي يعامل بها من قبل العالم وجميع مشاعره السلبية مثل كراهية الذات. هالك الشيطان أيضًا أحد أعداء هالك، ويهدد باستمرار بالهروب من عقل بروس وتدمير العالم الذي عذبهما واستغلهما. على الرغم من أن مظهر الشخصية الجسدية يتفاوت، إلا أنه يُصوَّر دائمًا بعيون حمراء متوهجة وصفات زواحفية.
ظهر هالك الشيطان لأول مرة عندما استخدم بروس آلة تم إنشاؤها بواسطة أنجيلا ليبسكوم للسفر إلى عقله الخاص، الذي كان يتعرض لاستيلاء هالك الشعور بالذنب بينما يموت بروس بمرض الضمور العضلي الجانبي (مرض لو غيريغ). في كهف يحتوي على شخصيات أخرى لا تعد ولا تحصى مجمدة في الجليد، يجد بروس هالك الشيطان غير المجمد ولكنه مقيد بسلاسل. بعد شرح طبيعة وجوده، يقول هالك الشيطان إنه سيطرد هالك الذنب (حيث عدم قدرته على الشعور بالذنب يمنحه الميزة على الكيان) إذا أطلق بروس سراحه من قيوده، ولكن بروس يرفض عرض هالك الشيطان للمساعدة، ويفر هاربًا، وينجح في الحفاظ على احتواء هالك الشيطان وضمان سلامة المستقبل للعالم من خلال التوصل إلى اتفاق مع ثلاثة "شخصيات" رئيسية للهالك (هالك الوحشي، هالك الرمادي، وهالك الأستاذ) بأنهم سيتقاسمون السيطرة على الجسم عندما يصبح مرض بانر خطيرًا جدًا مع الحفاظ على درجة من الوعي والتحكم لديه. في وقت لاحق، تتشوه عقل بروس بسبب تجارب جون ريكر، مما يسمح للهالك الشيطان بالهروب من الكهف الذي يستهزئ فيه بروس.
عندما تدهورت حالة بروس بشكل أسوأ، ينفذ هالك الشيطان خطة للتجسد في العالم الحقيقي من خلال تقييد وعي بروس في عالم وهمي من اليوتوبيا. ينجح الشخصيات الثلاثة الأساسية للهالك في اختراق الخيال ويغادر بروس ذلك، رافضًا عرض هالك الشيطان لإصلاحه والسماح لبروس بالعيش بسلام في داخله مقابل السيطرة على جسده الجسدي.
آخر ظهور للهالك الشيطان كان عندما تم تجاوزه من قبل هالك الوحشي وهالك الرمادي في عالم العقل، مهددًا بكل ما يعز على بروس، ويتم احتواءه بشكل دائم داخل عقل بانر بعد علاج مرضه. خلال أحداث "الحرب الفوضوية"، تم الإفراج عن برايان بانر من الجحيم لينضم إلى فريق الفرسان الفوضويون، ولكنه يكتشف أن الشخصية الفوضوية الموجودة في داخله هي هالك الشيطان.
```
بصفته هالك الخالد
```

بعد وفاة بروس بانر خلال حرب الأبطال الثانية وقيامه بالعودة للحياة خلال أحداث "أفينجرز: لا استسلام"، قام الشيطان الهالك بقمع بقية شخصيات بانر وأصبح هالك السائد. يطلقون على أنفسهم اسم "هالك الخالد" - وذلك لظهوره في الليل حتى إذا تم قتل بانر في النهار ويبدو أنه غير قابل للقتل ذاته. في حوار مع د. سامسون، يكشف الشخصيات المجتمعة أن هالك الخالد يجسد في الواقع رغبة بانر في وجود شخصية والدية واقية، وأن عدم قدرة بانر على "تصور الحب بدون ألم" هو السبب في اعتبره الكيان الهالك بوجهه السابق متعسفًا ومفتقرًا للرحمة.
خلال أحداث "كارنيج الكاملة"، يتخذ رمز الفينوم بروس كمضيف له لمحاربة كارنيج. في ذهن بروس، يتحادث مع رمز الفينوم بينما تضيف الشخصيات الأخرى لهالك مثل جو فكسيت وهالك الوحش أراءهم حول الوضع الحالي. هالك الخالد (بشكله الزاحف التقليدي) يعارض وجود رمز الفينوم في بروس ويقول أنه يجب إزالته على الفور، مؤكدًا أن لديهم مسائل أكثر أهمية للتعامل معها. في النهاية، يتفق بروس وجو فكسيت وهالك الوحش على التعاون مع رمز الفينوم وينصرف هالك الخالد غاضبًا، قائلاً إنهم يرتكبون خطأ.
عندما تأثر بروس بتلاعبات زمنو العقلية، تم سجن هالك الخالد داخل عالم العقل الخاص ببروس، مما يترك هالك الوحش هو المسيطر. عندما يجد القائد طريقه إلى عالم العقل أيضًا عبر الباب الأخضر ويتولى شخصية الندبة الخضراء، يشاهد هالك الخالد بروس وجو فكسيت وهالك الوحش مسجونين أيضًا. وبصورة أغضب مما سبق، يتحرر هالك الخالد من قفصه ويواجه القائد. قبل أن يتمكن من هزيمته، يتم إيقاف هالك الخالد بواسطة هالك الوحش الذي يتم تلاعبه عاطفيًا من قبل القائد. يتم قطع رأس هالك الخالد من قبل القائد الوحشي وتُمزق قلبه. يتم أخذ جثته، إلى جانب بانر، إلى المكان السفلي بواسطة القائد.

## قوى وقدرات
مثل هالك التقليدي، يمتلك هالك الشيطان قوة خارقة وقدرة على التحمل. يُعرَض لقوة هالك الشيطان الفائقة عندما يحاول الهروب أثناء علاج بروس من مرض لو غيريغ، والذي تحتاج إليه شخصيات هالك الوحشي وهالك الرمادي للسيطرة عليه. ومع ذلك، يجب ملاحظة أن هذا الصراع يحدث على الصعيد العقلي ويعكس قوة إرادة هالك الشيطان مقارنةً بهالك الوحشي وهالك الرمادي الذين لديهما عقول أكثر سذاجة بدلاً من توفير مؤشر واضح على القوة الجسدية الفعلية للشخصيات. خلال سلسلة (هالك الخالد)، تم إظهار أن هالك الشيطان هو أقوى حتى من هالك الأخضر (هالك الذي حارب في حرب العالم). بفضل ذكائه، لديه القدرة على كشف الأكاذيب من الأشخاص الذين يؤذونه. كان مستوى قوته الجديد يكفي لرمي هرقل وثور بعيدًا بمجرد مرونة عضلاته، وهو قادر على تدمير جبل بفعل قوته المعروفة باسم "انفجار غاما". بفضل الإشعاع الغاما من العالم السفلي، يتم رؤية التجدد بتفصيل أكثر فظاعة. خلال تجربة يتم تمزيق جسم هالك، يمكنه البقاء على قيد الحياة والسيطرة على كل جزء غير مرتبط.